# Liste von Fotoberufen
Die Fotobranche bietet zahlreiche Berufsbilder in folgenden Bereichen:

## Verlags- und Druckwesen sowie Vervielfältigung (Print)
- Bildretuscheur
- Chemograf
- Filmkopienfertiger
- Fotomedienlaborant
- Fotokopist
- Fotogravurzeichner
- Grafiker
- Layouter
- Mediengestalter für Digital- und Printmedien
- Reprograf

## Postproduktion – Fotografie, Film und Fernsehen
- Digital-Artist
- Fotolaborant
- Fotolaborhelfer
- Grafikdesigner
- Trick-Kameramann

## Spezialisierungsberufe in der Postproduktion
- Colorist
- Color-Matcher
- Filmlichtbestimmer
- Telecine-Operator
- Grafik-Designer (graduiert)
- Filmeditor

## Bilderproduktion
- Fotoassistent
- Fotodesigner
- Foto-Designer (graduiert)
- Fotograf
- Kameraoperateur

## Bildberichterstattung
- EB-Kameramann
- Bildreporter,  (Pressefotograf)
- Bildredakteur
- Bildjournalist
- Kameraassistent
- Videograf

## Film- und Werbeproduktion
- Foto-Designer (graduiert)
- Kamera-Assistent
- Kameramann / Bildgestaltung
- Kameraoperateur
- Steadycam-Operator
- Standfotograf
- Video-Operator
- Werbefotograf

## Fernsehproduktion
- E-Kameramann
- Fernsehkameramann
- Kameraassistent
- Mediengestalter Bild und Ton

## Wissenschaftliche Photographie
- Photoingenieur
- Phototechnischer-Assistent
- Radiologie-Assistent
- Techniker Phototechnik

## Aufstiegsweiterbildungsberufe
- Fernsehkamerameister
- Filmfotografie (Kamera-Ergänzungsstudium)
- Industriemeister Fotobildtechnik
- Meister Fotografie
- Techniker Fototechnik

Eine grundständige Ausbildung wird überwiegend von Betrieben und Berufsfachschulen sowie
Fachhochschulen und Hochschulen angeboten; die künstlerische Fotografie wird an einigen Akademien / Kunsthochschulen gelehrt.
Eine Fort- und Weiterbildung wird an Fachschulen, Akademien sowie an entsprechenden Einrichtungen der zuständigen Berufskammern durchgeführt.
Siehe auch: Portal:Fotografie, Fotowirtschaft.